# Sulfuro de manganeso(II)
El sulfuro de manganeso (II) es un compuesto químico de manganeso y azufre. En la naturaleza aparece con la forma de los minerales alabandina (isométrico), rambergita (hexagonal) y la recientemente encontrada browneita (isométrica, con estructura de tipo esfalerita, extremadamente rara, conocida solo de un meteorito).

## Síntesis
El sulfuro de manganeso (II) se puede preparar haciendo reaccionar una sal de manganeso (II) (como cloruro de manganeso(II)) con sulfuro de amonio:
{\displaystyle {\ce {(NH4)2S + MnCl2 -> 2NH4Cl + MnS}}}

## Propiedades
La estructura cristalina del sulfuro de manganeso (II) es similar a la del cloruro de sodio.
El color rosa del MnS probablemente se deba a un acoplamiento deficiente entre los orbitales Mn desocupados de energía más baja, lo que da como resultado estados discretos en lugar de una banda deslocalizada. Por lo tanto, la transición electrónica de banda a banda de energía más baja requiere fotones de muy alta energía (ultravioleta).